# Browningia columnaris
Browningia columnaris es una especie de planta suculenta perteneciente al género Browningia, dentro de la familia Cactaceae. Es endémica de Perú.

## Descripción
Browningia columnaris es una especie de cactus que crece individualmente, aunque ocasionalmente se ramifica desde el medio y alcanza alturas de 3 a 5 m. Los tallos son columnares, de color azul verdoso y de 8 a 10 cm de diámetro.
Presenta de 13 a 19 costillas con muescas y llegan a medir entre 1,2 y 1,8 cm de alto. En ellas se asientan las areolas, que pueden ser redondas u ovaladas y están separadas unas de otras entre 10 y 25 mm. Las espinas que surgen de las areolas son de color marrón a marrón grisáceo. Se distinguen hasta 4 espinas centrales dispuestas transversalmente, de 3 a 6 cm de largo y aproximadamente 12 espinas marginales que miden hasta 4 cm de largo.
Las flores son nocturnas y de color blanco. Los frutos son esféricos y no se abren.

## Distribución y hábitat
El área de distribución nativa de esta especie es Perú y crece principalmente en biomas desérticos o de matorrales secos. Es muy común encontrarlo en los escarpados acantilados de piedra caliza de la región de Ayacucho de Perú en la garganta del Río Pampas.

## Taxonomía
Browningia columnaris fue descrita por el botánico alemán Friedrich Ritter y publicado en el libro Kakteen in Südamerika 1323 en 1981.
Etimología
- Browningia: nombre genérico otorgado en honor de Webster E. Browning (1869-1942), exdirector del Instituto Inglés de Santiago de Chile.[6]
- columnaris: epíteto específico que deriva del latín y que significa 'en forma de columna' o 'olumnar', haciendo referencia al hábito de crecimiento de la especie.[7]

## Estado de conservación
En la Lista Roja de Especies Amenazadas de la UICN, la especie está clasificada como "Datos insuficientes (DD)".

## Usos
Se cultiva principalmente como planta ornamental y su propagación se realiza normalmente a través de esquejes o semillas.